# Хани Абу-Асад
Хани Абу-Асад (арап. هاني أبو أسعد; рођен 11. октобра 1961) је израелски и холандски филмски редитељ и сценариста палестинског порекла. Добио је две номинације за Оскара: 2006. за свој филм Paradise Now, и поново 2013. за филм Omar.

## Младост
Абу-Асад је рођен у палестинској породици 1961. године у Назарету у Израелу. Године 1981. емигрирао је у Холандију, где је студирао аеродинамику у Харлему и неколико година радио као авионски инжењер. Абу-Асад има двојно израелско и холандско држављанство. Био је инспирисан да настави каријеру у кинематографији након што је одгледао филм Мишила Хелифија. У почетку је радио као телевизијски продуцент по наруџбини за Канал 4 и ББЦ. Абу-Асад је основао Ayloul Film Productions 1990. године са палестинским редитељем Рашидом Машаравијем.

## Филмска каријера
Године 1992. Абу-Асад је написао и режирао свој први кратки филм, Paper House, који је снимљен за холандску телевизију НОС и освојио неколико међународних награда на филмским фестивалима у Паризу и Јерусалиму.
Године 1998. режирао је свој први филм, Het 14de kippetje (Четрнаесто пиле), по сценарију писца Арнона Грунберга. Каснији филмови укључују документарац Nazareth 2000 (2000) и играни филм Rana's Wedding (2002).
Ford Transit је 2002. године номинован за награду Офир у категорији документарног филма.
Године 2006. његов филм Paradise Now освојио је награду Златни глобус за најбољи филм на страном језику и добио номинацију за Оскара у истој категорији. 2005. Paradise Now освојио је Златно теле за најбољи играни филм на Холандском филмском фестивалу.
Његов филм Omar из 2013. приказан је у секцији Un Certain Regard на Филмском фестивалу у Кану 2013. где је освојио награду жирија. Године 2014. Omar је био палестински кандидат за најбољи филм на страном језику на 86. додели Оскара и био је номинован за награду. Филм је такође освојио награду за најбољи филм на Asia Pacific Screen Awards.
Године 2014. Абу-Асад је позван да се придружи Академији филмске уметности и науке.
Године 2018. Абу-Асад се придружио филмском жирију за ShortCutz Амстердам, годишњем филмском фестивалу који промовише кратке филмове у Амстердаму.

## Филмографија
- Paper House (1992, short film) - режисер
- Curfew (1993) - продуцент
- The 13th (1997, short film) - режисер
- The Fourteenth Chick (1998) - режисер
- Rana's Wedding (2002) - режисер
- Paradise Now (2005) - режисер
- The Courier (2012) - режисер
- Omar (2013)
- The Idol (2015)
- The Mountain Between Us (2017)
- Huda's Salon (2021)

## Документарци
- Dar 0 Dour (1990) - продуцент
- Long Days in Gaza (1991) - продуцент
- De Arabieren van 2001 (1999) - режисер
- Het Spijkerkwartier (2000) - режисер
- Nazareth 2000 (2000) - режисер
- Ford Transit (2002) - режисер